# Eubalichthys cyanoura
Eubalichthys cyanoura är en fiskart som beskrevs av Lee Milo Hutchins 1987. Eubalichthys cyanoura ingår i släktet Eubalichthys och familjen filfiskar. Inga underarter finns listade i Catalogue of Life.